# Page de renvoi
Dans le domaine de la publicité sur Internet, une page de renvoi (aussi appelée page de destination ; en anglais, landing page, jump page, lead capture page ou lander) est une page Web publicitaire vers laquelle renvoie un hyperlien, à la suite d'un clic de l'internaute sur une publicité en ligne ou dans un courriel commercial. Le rôle de cette page est de compléter, de confirmer ou de renforcer l'offre initiale.
Comparativement aux pages Web, qui cumulent plusieurs objectifs et suscitent l’exploration du site, les pages de destination sont conçues avec un but précis, connu sous le nom d'appel à l'action (CTA).

## Définition d’une page de destination
Dans le milieu professionnel il existe plusieurs définitions d’une page de destination : « La landing page (LP) »[Quoi ?], appelée également page d’atterrissage, désigne la page sur laquelle arrive un internaute après avoir cliqué sur un lien (i.e. en provenance d’un autre site, d’une recherche sur Google ou un autre moteur, d’un lien commercial, d’un lien email, d’un lien contenu dans une annonce Display, etc.). La construction de la LP est une problématique transversale du marketing numérique car elle concerne la plupart des leviers marketing numériques. La landing page est un élément très important des campagnes car elle conditionne la transformation des prospects en clients. L’optimisation de la landing page est parfois oubliée ou sous-estimée dans la mise en place de campagnes marketing Internet et cela peut parfois pénaliser lourdement les performances d’une campagne. Dans le cadre de campagnes importantes, la landing page doit normalement faire l’objet de tests systématiques. L’optimisation des landing pages est quasiment devenue une discipline à part entière du marketing numérique.  
Cette définition montre qu’une LP se distingue d’une page Web traditionnelle à visée informative. L’objectif principal d’une page de destination (LP) est d’obtenir, à la suite du traitement du contenu persuasif, une action de la part de l’internaute, le plus souvent via l’interaction avec le CTA (i.e. Call to action - bouton d’appel à l’action) qui est un élément central de la page. Cette recherche d’efficacité pousse les concepteurs de LP à appliquer les principes issus directement des pratiques des publicitaires « Elaborer une Landing page c’est un peu comme construire une affiche en quatre par trois. Le message doit être clair et précis, on ne cherche pas à surcharger l’information, surtout au-dessus de la ligne de flottaison. C’est un cocktail réussi entre l’ambiance créée par le graphisme et le texte qui contient les arguments justes. La seule différence, et elle est énorme, c’est que pour une affiche dans la rue le public est passif alors que pour une LP on attend clairement une action de l’internaute, donc on raisonne en conjuguant esprit « pub » et esprit « efficacité »3 
Le but d'une page de renvoi peut être de conclure une vente ou d'identifier un prospect pour une vente. Si le but est de conclure une vente, la page contiendra un hyperlien vers une zone de commande ou un panier d'achats virtuel. Si le but est d'identifier des prospects pour des ventes futures, la page demandera des informations comme une adresse électronique ou un numéro de téléphone pour que le vendeur puisse entrer en contact avec l'internaute. En analysant le nombre de visites sur la page de renvoi, les marketeurs peuvent calculer le succès d'une campagne publicitaire.